# Robin Hofman
Robin Hofman (Rotterdam, 3 mei 1986) is een Nederlands voetballer die als aanvaller voor Excelsior Maassluis in de Topklasse uitkomt.
Hofman speelde in de jeugd van Feyenoord en Excelsior en maakte in 2005/2006 zijn debuut bij Excelsior. In 2007 vertrok hij naar Excelsior Maassluis, een club die uitkomt in de hoogste Nederlandse amateurdivisie. Meerdere malen werd hij teruggezet in het tweede elftal van Maassluis, maar in 2013/14 stond hij weer in de A-selectie. In dat seizoen stond Hofman 25 keer in de basis en werd hij tweemaal gedurende een wedstrijd ingebracht.